# Андриевский, Виктор Петрович
Виктор Петрович Андриевский (укр. Віктор Петрович Андрієвський; 21 сентября 1911, Липовая Долина — 25 июля 1977, Тернополь) — советский украинский историк, этнограф, педагог и психолог, кандидат исторических наук.

## Биография
Окончил педагогический техникум города Прилуки Черниговской области в 1930 году и филологический факультет Харьковского педагогического института в 1939 году. Преподавал в школах и училищах Сумской области. В 1940 году стал сооснователем Кременецкого учительского института, где работал ассистентом, затем старшим преподавателем и преподавателем. Участвовал в Великой Отечественной войне, за что был награждён дважды Орденом Красной Звезды и Орденом Отечественной войны 2 степени. После войны продолжил работать в Кременце и открыл студенческий вокально-инструментальный ансамбль «Народная музыка», с 1956 по 1961 годы временно работал в Тернопольской средней школе №8, после чего снова вернулся в университет.
С 1969 и до конца жизни Виктор Петрович Андриевский был доцентом кафедры педагогики и психологии при Тернопольском государственном педагогическом институте. Был автором многочисленных работ об истории, литературоведении и краеведении. Из его известных учеников выделяются Валентина Адамович, Игорь Герета, Борис Харчук, Василий Ярмуш и многие другие.